# Haplophrentis

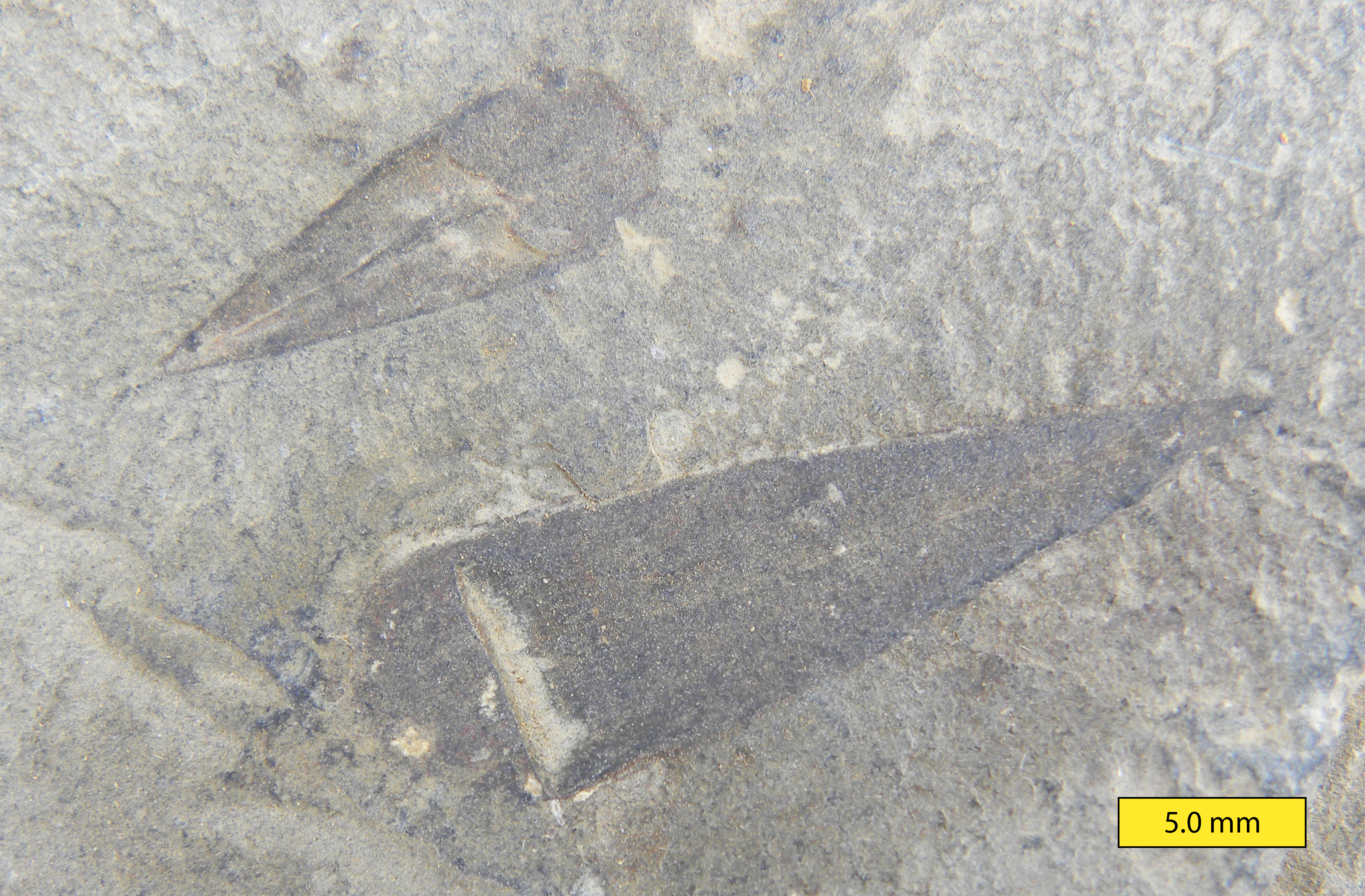
Haplophrentis carinatus.

L'aplofrentide (gen. Haplophrentis) è un animale estinto, appartenente al gruppo degli iolitidi (Hyolitha). Visse nel Cambriano medio (circa 505 milioni di anni fa). I suoi resti fossili sono stati rinvenuti principalmente nel giacimento a conservazione eccezionale di Burgess Shales (Canada).

## Descrizione
Questo animale simile a un mollusco era dotato di una lunga conchiglia conica, chiusa nella parte anteriore da un piccolo opercolo e affiancata da due strane strutture ricurve ai lati (lo scopritore di questo animale, Charles Doolittle Walcott, chiamò queste strutture “helen”, come sua figlia). Probabilmente queste “helen” agivano come stabilizzatori per impedire al corpo conico dell'animale di rotolare lungo il fondale fangoso, trasportato dalle correnti. Queste strane strutture, sconosciute nei molluschi attuali, potrebbero essere state utili anche come rampini: forse l'animale si trascinava lungo il fondo quando doveva spostarsi alla ricerca di cibo (particelle organiche presenti nel substrato). Questi iolitidi, dal canto loro, erano la preda principale dei vermi priapulidi: nella regione dell'intestino di molti esemplari del priapulide Ottoia prolifica, infatti, sono stati rinvenuti numerosi fossili di Haplophrentis, perfettamente allineati nella stessa posizione.
Questi iolitidi erano molto piccoli: gli esemplari più grandi non raggiungevano il mezzo centimetro di lunghezza. Questo fatto, insieme alla loro scarsa capacità di locomozione, probabilmente ne faceva le prede ideali per un gran numero di predatori più attivi. La loro morfologia del tutto particolare li rende diversi da qualunque organismo vivente, ma molti paleontologi sono concordi nel ritenere gli iolitidi un gruppo di molluschi arcaici.